# Gereformeerde kerk (Warns)
De gereformeerde kerk van Warns is een kerkgebouw in Warns in de Nederlandse provincie Friesland. De kerk werd in 1892 gebouwd naar plannen van architect H. Koornstra.

## Beschrijving
De driezijdig gesloten zaalkerk is voorzien van een houten geveltoren met spits. Het interieur wordt gedekt door een tongewelf. Het orgel uit 1916 is van de firma Dekker. De pastorie (Buorren 25) dateert uit circa 1915.
Het gebouw heeft sinds 1999 geen kerkfunctie meer. In 2002 werd het omgevormd tot dorps- en cultuurhuis De Spylder.